# Lars Fredrik von Kaulbars
Lars Fredrik von Kaulbars, född 21 januari 1734, död 15 juli 1815, var en svensk general.
von Kaulbars föddes på Herrevadskloster som son till Johan von Kaulbars och hans första hustru Sofia Fredrika Cronhielm af Flosta. Han antogs till krigstjänst 1746, och blev student vid Lunds universitet 1748. 1750 utnämndes von Kaulbars till kapten vid Hessensteinska regemente, och 1763 befordrades han till major vid kronprinsens regemente. 1758 utnämndes von Kaulbars till riddare av Svärdsorden.
1772 blev han överste i armen och senare samma år överstelöjtnant vid änkedrottningens regemente och chef för dess i Stockholm förlagda bataljon. 1773 transporterades han till Östgöta infanteriregemente och 1781 till delades han kommendörsrang av Svärdsorden. von Kaulbars utnämndes samma år även till vice landshövding i Kalmar län. År 1782 blev han befordrad till generalmajor. Vid fredsbrottet med Ryssland erhöll von Kaulbars 1789 förtroendet att föra kommandot på vänstra flygeln av armén. Här lät han emellertid göra strategiskt missgrepp då han retirerade från Kaipiais till Anjala, varigenom kungen och hans trupper lämnades i sticket och var nära att 
bli tillfångatagna. En upprörd Gustav III fråntog honom genast befälet och befallde en general-krigsrätt sammanträda i Värelä och undersöka förhållandet. von Kaulbars försvarade sig lamt och kunde knappt anföra något till sin ursäkt, varför han genom krigsrättens utslag den 17 september 1789 dömdes att arkebuseras. Kungen, som, efter det den första hettan lagt sig, insåg att von Kaulbars uppförande härrörde av svaghet mer än av illvilja, mildrade domen till tjänstens förlust och lät den benådade behålla lönen. 1801 begärde han avsked och dog i Linköping 1815.
von Kaulbars var gift med Ulrika Sophia Adlerfelt och var far till Fredrika von Kaulbars.